# Coupe du monde de football des moins de 20 ans 1987
Navigation
Union soviétique 1985 Arabie saoudite 1989
La Coupe du monde de football des moins de 20 ans 1987 est la 6e édition de la Coupe du monde de football des moins de 20 ans. Elle est organisée par le Chili du 10 au 25 octobre 1987. Seize équipes des différentes confédérations prennent part à la compétition, qualifiées par le biais des championnats organisés au niveau continental. Seuls les joueurs nés après le 1er janvier 1967 peuvent prendre part à la compétition.
La Yougoslavie, emmenée par le prometteur Robert Prosinecki, désigné Ballon d'Or à l'issue du tournoi, domine largement la compétition du premier match (victoire 4-2 face au pays hôte, le Chili, futur demi-finaliste) au dernier, la finale, où les jeunes Yougoslaves battent la RFA au bout de la séance de tirs au but. Le dernier carré est complété par la RDA et le pays hôte donc, le Chili.
Les équipes européennes réussissent le grand chelem puisque les 6 formations présentes se qualifient pour les quarts de finale. Elle rejoignent le Chili, deuxième derrière les dynamiteurs yougoslaves (4 buts par match au premier tour) et l'éternel Brésil, double tenant du titre, qui perdra son bien en quart de finale face au futur vainqueur.
Au niveau général, comme lors de l'édition précédente, peu de buts sont marqués (86) dont près de 20 % inscrits par le champion yougoslave ! Pourtant ce n'est pas un joueur yougoslave mais un Allemand de l'ouest qui obtient le Soulier d'Or : Marcel Witeczek avec 7 buts. Witeczek remporte cette récompense deux ans après avoir gagné le même trophée lors de la Coupe du monde de football des moins de 17 ans 1985, où la RFA avait perdu en finale.

## Stades
Quatre villes ont été sélectionnées pour accueillir les différentes rencontres :
- Le stade Regional de Antofagasta, Antofagasta
- Le stade Elías Figueroa Brander, Valparaíso
- Le stade Nacional Julio Martínez Pradános, Santiago
- Le stade Municipal de Concepción, Concepción

## Pays qualifiés
| Confédération              | Tournoi qualificatif                                                                     | Qualifié(s)                                                                |
| -------------------------- | ---------------------------------------------------------------------------------------- | -------------------------------------------------------------------------- |
| AFC (Asie)                 | Coupe d'Asie des nations de football des moins de 19 ans 1987                            | Arabie saoudite Bahreïn                                                    |
| CAF (Afrique)              | Coupe d'Afrique des nations junior 1987                                                  | Togo Nigeria                                                               |
| CONCACAF                   | Championnat d'Amérique du Nord, centrale et Caraïbe de football des moins de 20 ans 1986 | États-Unis Canada                                                          |
| CONMEBOL (Amérique du Sud) | Championnat des moins de 20 ans de la CONMEBOL 1986                                      | Brésil Colombie                                                            |
| UEFA (Europe)              | Championnat d'Europe de football des moins de 19 ans 1986                                | Yougoslavie Italie Allemagne de l'Ouest Bulgarie Écosse Allemagne de l'Est |
| OFC (Océanie)              | Championnat d'Océanie de football des moins de 20 ans 1986                               | Australie                                                                  |
| CONMEBOL                   | Qualifié d'office en tant que pays hôte                                                  | Chili                                                                      |

## Premier tour

### Groupe A
| Classement final |             |     |   |   |   |   |    |    |      |
|                  | Équipe      | Pts | J | G | N | P | BP | BC | Diff |
| 1                | Yougoslavie | 6   | 3 | 3 | 0 | 0 | 12 | 3  | +9   |
| 2                | Chili       | 4   | 3 | 2 | 0 | 1 | 7  | 4  | +3   |
| 3                | Australie   | 2   | 3 | 1 | 0 | 2 | 2  | 6  | -4   |
| 4                | Togo        | 0   | 3 | 0 | 0 | 3 | 1  | 9  | -8   |

| 10 octobre | Yougoslavie | 4 | 2 | Chili     |
| 11 octobre | Australie   | 2 | 0 | Togo      |
| 13 octobre | Chili       | 3 | 0 | Togo      |
| 14 octobre | Yougoslavie | 4 | 0 | Australie |
| 17 octobre | Chili       | 2 | 0 | Australie |
| 18 octobre | Yougoslavie | 4 | 1 | Togo      |

1re journée
| 10 octobre 1987 | Yougoslavie                             | 4 - 2 | Chili                | Santiago                                             |                                                      |
| 17:00           | Boban 14e · Štimac 19e · Šuker 61e, 63e |       | Tudor 17e · Pino 67e | Spectateurs : 67 000 Arbitrage : Juan Carlos Loustau | Spectateurs : 67 000 Arbitrage : Juan Carlos Loustau |
| 17:00           | (Rapport)                               |       |                      | Spectateurs : 67 000 Arbitrage : Juan Carlos Loustau | Spectateurs : 67 000 Arbitrage : Juan Carlos Loustau |

| 11 octobre 1987 | Australie                 | 2 - 0 | Togo | Santiago                                           |                                                    |
| 17:00           | Edwards 7e · Reynolds 13e |       |      | Spectateurs : 15 000 Arbitrage : Abdullah Al Nasir | Spectateurs : 15 000 Arbitrage : Abdullah Al Nasir |
| 17:00           | (Rapport)                 |       |      | Spectateurs : 15 000 Arbitrage : Abdullah Al Nasir | Spectateurs : 15 000 Arbitrage : Abdullah Al Nasir |

2e journée
| 13 octobre 1987 | Chili                           | 3 – 0 | Togo | Santiago                                       |                                                |
| 17:00           | Pino 8e (pen.) · Tudor 32e, 75e |       |      | Spectateurs : 60 000 Arbitrage : Vincent Mauro | Spectateurs : 60 000 Arbitrage : Vincent Mauro |
| 17:00           | (Rapport)                       |       |      | Spectateurs : 60 000 Arbitrage : Vincent Mauro | Spectateurs : 60 000 Arbitrage : Vincent Mauro |

| 14 octobre 1987 | Yougoslavie                             | 4 – 0 | Australie | Santiago                                        |                                                 |
| 17:00           | Brnović 7e · Šuker 22e, 71e · Boban 67e |       |           | Spectateurs : 20 000 Arbitrage : Mohamed Hansal | Spectateurs : 20 000 Arbitrage : Mohamed Hansal |
| 17:00           | (Rapport)                               |       |           | Spectateurs : 20 000 Arbitrage : Mohamed Hansal | Spectateurs : 20 000 Arbitrage : Mohamed Hansal |

3e journée
| 17 octobre 1987 | Chili         | 2 – 0 | Australie | Santiago                                                |                                                         |
| 17:00           | Pino 22e, 52e |       |           | Spectateurs : 75 000 Arbitrage : Emilio Soriano Aladrén | Spectateurs : 75 000 Arbitrage : Emilio Soriano Aladrén |
| 17:00           | (Rapport)     |       |           | Spectateurs : 75 000 Arbitrage : Emilio Soriano Aladrén | Spectateurs : 75 000 Arbitrage : Emilio Soriano Aladrén |

| 18 octobre 1987 | Yougoslavie                                           | 4 – 1 | Togo    | Santiago                                      |                                               |
| 17:00           | Mijatović 20e, 33e · Zirojević 53e · Šuker 84e (pen.) |       | Ali 75e | Spectateurs : 12 000 Arbitrage : Rune Larsson | Spectateurs : 12 000 Arbitrage : Rune Larsson |
| 17:00           | (Rapport)                                             |       |         | Spectateurs : 12 000 Arbitrage : Rune Larsson | Spectateurs : 12 000 Arbitrage : Rune Larsson |

### Groupe B
| Classement final |         |     |   |   |   |   |    |    |      |
|                  | Équipe  | Pts | J | G | N | P | BP | BC | Diff |
| 1                | Italie  | 5   | 3 | 2 | 1 | 0 | 5  | 2  | +3   |
| 2                | Brésil  | 4   | 3 | 2 | 0 | 1 | 5  | 1  | +4   |
| 3                | Canada  | 2   | 3 | 0 | 2 | 1 | 4  | 5  | -1   |
| 4                | Nigeria | 1   | 3 | 0 | 1 | 2 | 2  | 8  | -6   |

| 11 octobre | Brésil | 4 | 0 | Nigeria |
| 12 octobre | Italie | 2 | 2 | Canada  |
| 14 octobre | Italie | 1 | 0 | Brésil  |
| 15 octobre | Canada | 2 | 2 | Nigeria |
| 17 octobre | Brésil | 1 | 0 | Canada  |
| 18 octobre | Italie | 2 | 0 | Nigeria |

1re journée
| 11 octobre 1987 | Brésil                                                 | 4 – 0 | Nigeria | Concepción                                  |                                             |
| 17:00           | Alcindo 20e · André Cruz 29e · William 35e, 62e (pen.) |       |         | Spectateurs : 27 000 Arbitrage : Allan Gunn | Spectateurs : 27 000 Arbitrage : Allan Gunn |
| 17:00           | (Rapport)                                              |       |         | Spectateurs : 27 000 Arbitrage : Allan Gunn | Spectateurs : 27 000 Arbitrage : Allan Gunn |

| 12 octobre 1987 | Italie                             | 2 – 2 | Canada                  | Concepción                                             |                                                        |
| 17:00           | Impallomeni 50e (pen.) · Melli 82e |       | Grimes 9e · Mobilio 44e | Spectateurs : 13 500 Arbitrage : Enrique Labo Revoredo | Spectateurs : 13 500 Arbitrage : Enrique Labo Revoredo |
| 17:00           | (Rapport)                          |       |                         | Spectateurs : 13 500 Arbitrage : Enrique Labo Revoredo | Spectateurs : 13 500 Arbitrage : Enrique Labo Revoredo |

2e journée
| 14 octobre 1987 | Italie      | 1 - 0 | Brésil | Concepción                                              |                                                         |
| 17:00           | Rizzolo 60e |       |        | Spectateurs : 18 000 Arbitrage : Rodolfo Martínez Mejía | Spectateurs : 18 000 Arbitrage : Rodolfo Martínez Mejía |
| 17:00           | (Rapport)   |       |        | Spectateurs : 18 000 Arbitrage : Rodolfo Martínez Mejía | Spectateurs : 18 000 Arbitrage : Rodolfo Martínez Mejía |

| 15 octobre 1987 | Canada                    | 2 - 2 | Nigeria               | Concepción                                            |                                                       |
| 17:00           | Jansen 6e · Domezetis 88e |       | Effa 5e · Adekola 44e | Spectateurs : 5 000 Arbitrage : Soetoyo Hartasardjono | Spectateurs : 5 000 Arbitrage : Soetoyo Hartasardjono |
| 17:00           | (Rapport)                 |       |                       | Spectateurs : 5 000 Arbitrage : Soetoyo Hartasardjono | Spectateurs : 5 000 Arbitrage : Soetoyo Hartasardjono |

3e journée
| 17 octobre 1987 | Brésil         | 1 – 0 | Canada | Concepción                                          |                                                     |
| 17:00           | André Cruz 82e |       |        | Spectateurs : 8 000 Arbitrage : Octavio Sierra Mesa | Spectateurs : 8 000 Arbitrage : Octavio Sierra Mesa |
| 17:00           | (Rapport)      |       |        | Spectateurs : 8 000 Arbitrage : Octavio Sierra Mesa | Spectateurs : 8 000 Arbitrage : Octavio Sierra Mesa |

| 18 octobre 1987 | Italie                  | 2 - 0 | Nigeria | Concepción                                        |                                                   |
| 17:00           | Carrara 23e · Melli 24e |       |         | Spectateurs : 9 000 Arbitrage : Günther Habermann | Spectateurs : 9 000 Arbitrage : Günther Habermann |
| 17:00           | (Rapport)               |       |         | Spectateurs : 9 000 Arbitrage : Günther Habermann | Spectateurs : 9 000 Arbitrage : Günther Habermann |

### Groupe C
| Classement final |                    |     |   |   |   |   |    |    |      |
|                  | Équipe             | Pts | J | G | N | P | BP | BC | Diff |
| 1                | Allemagne de l'Est | 4   | 3 | 2 | 0 | 1 | 6  | 3  | +3   |
| 2                | Écosse             | 4   | 3 | 1 | 2 | 0 | 5  | 4  | +1   |
| 3                | Colombie           | 3   | 3 | 1 | 1 | 1 | 4  | 5  | -1   |
| 4                | Bahreïn            | 1   | 3 | 0 | 1 | 2 | 1  | 4  | -3   |

| 11 octobre | Allemagne de l'Est | 1 | 2 | Écosse   |
| 12 octobre | Colombie           | 1 | 0 | Bahreïn  |
| 14 octobre | Allemagne de l'Est | 3 | 1 | Colombie |
| 15 octobre | Écosse             | 1 | 1 | Bahreïn  |
| 17 octobre | Allemagne de l'Est | 2 | 0 | Bahreïn  |
| 18 octobre | Écosse             | 2 | 2 | Colombie |

1re journée
| 11 octobre 1987 | Allemagne de l'Est | 1 – 2 | Écosse                         | Valparaíso                                      |                                                 |
| 17:00           | Prasse 32e         |       | McLeod 30e (pen.) · Butler 36e | Spectateurs : 10 000 Arbitrage : Arnaldo Coelho | Spectateurs : 10 000 Arbitrage : Arnaldo Coelho |
| 17:00           | (Rapport)          |       |                                | Spectateurs : 10 000 Arbitrage : Arnaldo Coelho | Spectateurs : 10 000 Arbitrage : Arnaldo Coelho |

| 12 octobre 1987 | Colombie    | 1 – 0 | Bahreïn | Valparaíso                                      |                                                 |
| 17:00           | Tréllez 10e |       |         | Spectateurs : 5 000 Arbitrage : John B. Meachin | Spectateurs : 5 000 Arbitrage : John B. Meachin |
| 17:00           | (Rapport)   |       |         | Spectateurs : 5 000 Arbitrage : John B. Meachin | Spectateurs : 5 000 Arbitrage : John B. Meachin |

2e journée
| 14 octobre 1987 | Allemagne de l'Est  | 3 – 1 | Colombie           | Valparaíso                                   |                                              |
| 17:00           | Sammer 9e, 30e, 70e |       | Tréllez 90e (pen.) | Spectateurs : 4 000 Arbitrage : Rune Larsson | Spectateurs : 4 000 Arbitrage : Rune Larsson |
| 17:00           | (Rapport)           |       |                    | Spectateurs : 4 000 Arbitrage : Rune Larsson | Spectateurs : 4 000 Arbitrage : Rune Larsson |

| 15 octobre 1987 | Écosse     | 1 – 1 | Bahreïn        | Valparaíso                                   |                                              |
| 17:00           | Nisbet 76e |       | Al Kharraz 24e | Spectateurs : 3 000 Arbitrage : Badou Jasseh | Spectateurs : 3 000 Arbitrage : Badou Jasseh |
| 17:00           | (Rapport)  |       |                | Spectateurs : 3 000 Arbitrage : Badou Jasseh | Spectateurs : 3 000 Arbitrage : Badou Jasseh |

3e journée
| 17 octobre 1987 | Allemagne de l'Est     | 2 – 0 | Bahreïn | Valparaíso                                     |                                                |
| 17:00           | Liebers 78e · Wosz 83e |       |         | Spectateurs : 2 000 Arbitrage : Richard Lorenc | Spectateurs : 2 000 Arbitrage : Richard Lorenc |
| 17:00           | (Rapport)              |       |         | Spectateurs : 2 000 Arbitrage : Richard Lorenc | Spectateurs : 2 000 Arbitrage : Richard Lorenc |

| 18 octobre 1987 | Écosse                         | 2 – 2 | Colombie          | Valparaíso                                      |                                                 |
| 17:00           | Wright 61e · McLeod 74e (pen.) |       | Guerrero 48e, 58e | Spectateurs : 5 000 Arbitrage : Claude Bouillet | Spectateurs : 5 000 Arbitrage : Claude Bouillet |
| 17:00           | (Rapport)                      |       |                   | Spectateurs : 5 000 Arbitrage : Claude Bouillet | Spectateurs : 5 000 Arbitrage : Claude Bouillet |

### Groupe D
| Classement final |                      |     |   |   |   |   |    |    |      |
|                  | Équipe               | Pts | J | G | N | P | BP | BC | Diff |
| 1                | Allemagne de l'Ouest | 6   | 3 | 3 | 0 | 0 | 8  | 1  | +7   |
| 2                | Bulgarie             | 4   | 3 | 2 | 0 | 1 | 3  | 3  | 0    |
| 3                | États-Unis           | 2   | 3 | 1 | 0 | 2 | 2  | 3  | -1   |
| 4                | Arabie saoudite      | 0   | 3 | 0 | 0 | 3 | 0  | 6  | -6   |

| 11 octobre | Bulgarie             | 1 | 0 | États-Unis      |
| 12 octobre | Allemagne de l'Ouest | 3 | 0 | Arabie saoudite |
| 14 octobre | États-Unis           | 1 | 0 | Arabie saoudite |
| 15 octobre | Allemagne de l'Ouest | 3 | 0 | Bulgarie        |
| 17 octobre | Allemagne de l'Ouest | 2 | 1 | États-Unis      |
| 18 octobre | Bulgarie             | 2 | 0 | Arabie saoudite |

1re journée
| 11 octobre 1987 | Bulgarie      | 1 - 0 | États-Unis | Antofagasta                                          |                                                      |
| 17:00           | Vassiliev 26e |       |            | Spectateurs : 18 000 Arbitrage : Jean-Fidèle Diramba | Spectateurs : 18 000 Arbitrage : Jean-Fidèle Diramba |
| 17:00           | (Rapport)     |       |            | Spectateurs : 18 000 Arbitrage : Jean-Fidèle Diramba | Spectateurs : 18 000 Arbitrage : Jean-Fidèle Diramba |

| 12 octobre 1987 | Allemagne de l'Ouest                 | 3 - 0 | Arabie saoudite | Antofagasta                                  |                                              |
| 17:00           | Epp 6e · Strehmel 27e · Witeczek 31e |       |                 | Spectateurs : 8 000 Arbitrage : Carlo Longhi | Spectateurs : 8 000 Arbitrage : Carlo Longhi |
| 17:00           | (Rapport)                            |       |                 | Spectateurs : 8 000 Arbitrage : Carlo Longhi | Spectateurs : 8 000 Arbitrage : Carlo Longhi |

2e journée
| 14 octobre 1987 | États-Unis | 1 – 0 | Arabie saoudite | Antofagasta                                     |                                                 |
| 17:00           | Unger 73e  |       |                 | Spectateurs : 5 000 Arbitrage : Stjepan Glavina | Spectateurs : 5 000 Arbitrage : Stjepan Glavina |
| 17:00           | (Rapport)  |       |                 | Spectateurs : 5 000 Arbitrage : Stjepan Glavina | Spectateurs : 5 000 Arbitrage : Stjepan Glavina |

| 15 octobre 1987 | Allemagne de l'Ouest                     | 3 - 0 | Bulgarie | Antofagasta                                         |                                                     |
| 17:00           | Witeczek 50e (pen.), 53e · Reinhardt 59e |       |          | Spectateurs : 8 000 Arbitrage : Enrique Marín Gallo | Spectateurs : 8 000 Arbitrage : Enrique Marín Gallo |
| 17:00           | (Rapport)                                |       |          | Spectateurs : 8 000 Arbitrage : Enrique Marín Gallo | Spectateurs : 8 000 Arbitrage : Enrique Marín Gallo |

3e journée
| 17 octobre 1987 | Allemagne de l'Ouest      | 2 - 1 | États-Unis      | Antofagasta                                    |                                                |
| 17:00           | Witeczek 36e · Möller 73e |       | Constantino 44e | Spectateurs : 3 500 Arbitrage : Toshikazu Sano | Spectateurs : 3 500 Arbitrage : Toshikazu Sano |
| 17:00           | (Rapport)                 |       |                 | Spectateurs : 3 500 Arbitrage : Toshikazu Sano | Spectateurs : 3 500 Arbitrage : Toshikazu Sano |

| 18 octobre 1987 | Bulgarie                       | 2 – 0 | Arabie saoudite | Antofagasta                                |                                            |
| 17:00           | Slavtchev 31e · Kalaydjiev 37e |       |                 | Spectateurs : 8 000 Arbitrage : Yi-Fa Chow | Spectateurs : 8 000 Arbitrage : Yi-Fa Chow |
| 17:00           | (Rapport)                      |       |                 | Spectateurs : 8 000 Arbitrage : Yi-Fa Chow | Spectateurs : 8 000 Arbitrage : Yi-Fa Chow |

## Tableau final
|  | Quarts de finale         | Quarts de finale         |                       |                       | Demi-finales           | Demi-finales           |   |  | Finale                | Finale                |
|  | Quarts de finale         | Quarts de finale         |                       |                       | Demi-finales           | Demi-finales           |   |  | Finale                | Finale                |
|  |                          |                          |                       |                       |                        |                        |   |  |                       |                       |
|  | 21 octobre - Santiago    | 21 octobre - Santiago    |                       |                       | 23 octobre - Santiago  | 23 octobre - Santiago  |   |  | 25 octobre - Santiago | 25 octobre - Santiago |
|  | 21 octobre - Santiago    | 21 octobre - Santiago    |                       |                       | 23 octobre - Santiago  | 23 octobre - Santiago  |   |  | 25 octobre - Santiago | 25 octobre - Santiago |
|  | Yougoslavie              | 2                        |                       |                       | 23 octobre - Santiago  | 23 octobre - Santiago  |   |  | 25 octobre - Santiago | 25 octobre - Santiago |
|  | Yougoslavie              | 2                        |                       |                       | 23 octobre - Santiago  | 23 octobre - Santiago  |   |  | 25 octobre - Santiago | 25 octobre - Santiago |
|  | Brésil                   | 1                        |                       |                       | 23 octobre - Santiago  | 23 octobre - Santiago  |   |  | 25 octobre - Santiago | 25 octobre - Santiago |
|  | Brésil                   | 1                        | Yougoslavie           | 2                     |                        |                        |   |  | 25 octobre - Santiago | 25 octobre - Santiago |
|  | 21 octobre - Valparaíso  |                          | Yougoslavie           | 2                     |                        |                        |   |  | 25 octobre - Santiago | 25 octobre - Santiago |
|  |                          | Allemagne de l'Est       | 1                     |                       |                        |                        |   |  | 25 octobre - Santiago | 25 octobre - Santiago |
|  | Allemagne de l'Est       | Allemagne de l'Est       | 1                     | 2                     |                        |                        |   |  | 25 octobre - Santiago | 25 octobre - Santiago |
|  | Allemagne de l'Est       |                          |                       | 2                     |                        |                        |   |  | 25 octobre - Santiago | 25 octobre - Santiago |
|  | Bulgarie                 | 0                        |                       |                       |                        |                        |   |  | 25 octobre - Santiago | 25 octobre - Santiago |
|  | Bulgarie                 | 0                        | Yougoslavie           | 1ap (5)               |                        |                        |   |  |                       |                       |
|  | 21 octobre - Concepción  |                          | Yougoslavie           | 1ap (5)               |                        |                        |   |  |                       |                       |
|  |                          | Allemagne de l'Ouest     | 1 tab(4)              |                       |                        |                        |   |  |                       |                       |
|  | Italie                   | Allemagne de l'Ouest     | 1 tab(4)              | 0                     |                        |                        |   |  |                       |                       |
|  | Italie                   | 23 octobre - Concepción  |                       | 0                     |                        |                        |   |  |                       |                       |
|  | Chili                    | 1                        |                       |                       |                        |                        |   |  |                       |                       |
|  | Chili                    | 1                        | Chili                 | 0                     |                        |                        |   |  |                       |                       |
|  | 21 octobre - Antofagasta | 21 octobre - Antofagasta | Chili                 | 0                     | Match pour la 3e place | Match pour la 3e place |   |  |                       |                       |
|  | 21 octobre - Antofagasta | 21 octobre - Antofagasta |                       | Allemagne de l'Ouest  | Match pour la 3e place | Match pour la 3e place | 4 |  |                       |                       |
|  | Allemagne de l'Ouest     | 1ap (4)                  | 25 octobre - Santiago | 25 octobre - Santiago |                        |                        | 4 |  |                       |                       |
|  | Allemagne de l'Ouest     | 1ap (4)                  | 25 octobre - Santiago | 25 octobre - Santiago |                        |                        |   |  |                       |                       |
|  | Écosse                   | 1 tab(3)                 |                       | Allemagne de l'Est    | 1ap (3)                |                        |   |  |                       |                       |
|  | Écosse                   | 1 tab(3)                 |                       | Allemagne de l'Est    | 1ap (3)                |                        |   |  |                       |                       |
|  |                          |                          |                       |                       |                        |                        |   |  | Chili                 | 1 tab(1)              |
|  |                          |                          |                       |                       |                        |                        |   |  | Chili                 | 1 tab(1)              |

### Quarts-de-finale
| 21 octobre 1987 | Italie    | 0 – 1 | Chili           | Concepción                                    |                                               |
| 16:15           |           |       | Pino 73e (pen.) | Spectateurs : 35 000 Arbitrage : Rune Larsson | Spectateurs : 35 000 Arbitrage : Rune Larsson |
| 16:15           | (Rapport) |       |                 | Spectateurs : 35 000 Arbitrage : Rune Larsson | Spectateurs : 35 000 Arbitrage : Rune Larsson |

| 21 octobre 1987 | Allemagne de l'Est              | 2 – 0 | Bulgarie | Valparaíso                                 |                                            |
| 16:15           | Steinmann 70e (pen.) · Wosz 83e |       |          | Spectateurs : 3 000 Arbitrage : Allan Gunn | Spectateurs : 3 000 Arbitrage : Allan Gunn |
| 16:15           | (Rapport)                       |       |          | Spectateurs : 3 000 Arbitrage : Allan Gunn | Spectateurs : 3 000 Arbitrage : Allan Gunn |

| 21 octobre 1987 | Allemagne de l'Ouest | 1 – 1 a. p. | Écosse     | Antofagasta                                         |                                                     |
| 16:15           | Reinhardt 8e         |             | Nisbet 45e | Spectateurs : 4 000 Arbitrage : Juan Carlos Loustau | Spectateurs : 4 000 Arbitrage : Juan Carlos Loustau |
| 16:15           | (Rapport)            |             |            | Spectateurs : 4 000 Arbitrage : Juan Carlos Loustau | Spectateurs : 4 000 Arbitrage : Juan Carlos Loustau |
| 16:15           | Tirs au but 4-3      |             |            | Spectateurs : 4 000 Arbitrage : Juan Carlos Loustau | Spectateurs : 4 000 Arbitrage : Juan Carlos Loustau |

| 21 octobre 1987 | Yougoslavie                    | 2 – 1 | Brésil      | Estadio Nacional, Santiago                              |                                                         |
| 19:15           | Mijatović 52e · Prosinečki 89e |       | Alcindo 44e | Spectateurs : 60 000 Arbitrage : Emilio Soriano Aladrén | Spectateurs : 60 000 Arbitrage : Emilio Soriano Aladrén |
| 19:15           | (Rapport)                      |       |             | Spectateurs : 60 000 Arbitrage : Emilio Soriano Aladrén | Spectateurs : 60 000 Arbitrage : Emilio Soriano Aladrén |

### Demi-finales
| 23 octobre 1987 | Chili     | 0 – 4 | Allemagne de l'Ouest                             | Concepción                                       |                                                  |
| 16:15           |           |       | Eichenauer 9e · Dammeier 15e · Witeczek 36e, 69e | Spectateurs : 36 000 Arbitrage : Claude Bouillet | Spectateurs : 36 000 Arbitrage : Claude Bouillet |
| 16:15           | (Rapport) |       |                                                  | Spectateurs : 36 000 Arbitrage : Claude Bouillet | Spectateurs : 36 000 Arbitrage : Claude Bouillet |

| 23 octobre 1987 | Yougoslavie            | 2 – 1 | Allemagne de l'Est | Estadio Nacional, Santiago                      |                                                 |
| 19:15           | Štimac 30e · Šuker 70e |       | Sammer 49e         | Spectateurs : 35 000 Arbitrage : Richard Lorenc | Spectateurs : 35 000 Arbitrage : Richard Lorenc |
| 19:15           | (Rapport)              |       |                    | Spectateurs : 35 000 Arbitrage : Richard Lorenc | Spectateurs : 35 000 Arbitrage : Richard Lorenc |

### Match pour la troisième place
| 25 octobre 1987 | Allemagne de l'Est | 1 – 1 a. p. | Chili        | Estadio Nacional, Santiago                      |                                                 |
| 15:00           | Kracht 73e         |             | González 84e | Spectateurs : 65 000 Arbitrage : Arnaldo Coelho | Spectateurs : 65 000 Arbitrage : Arnaldo Coelho |
| 15:00           | (Rapport)          |             |              | Spectateurs : 65 000 Arbitrage : Arnaldo Coelho | Spectateurs : 65 000 Arbitrage : Arnaldo Coelho |
| 15:00           | Tirs au but 3-1    |             |              | Spectateurs : 65 000 Arbitrage : Arnaldo Coelho | Spectateurs : 65 000 Arbitrage : Arnaldo Coelho |

### Finale
| 25 octobre 1987 | Yougoslavie     | 1 - 1 a. p. | Allemagne de l'Ouest | Estadio Nacional, Santiago                           |                                                      |
| 18:00           | Boban 85e       |             | Witeczek 87e (pen.)  | Spectateurs : 65 000 Arbitrage : Juan Carlos Loustau | Spectateurs : 65 000 Arbitrage : Juan Carlos Loustau |
| 18:00           | (Rapport)       |             |                      | Spectateurs : 65 000 Arbitrage : Juan Carlos Loustau | Spectateurs : 65 000 Arbitrage : Juan Carlos Loustau |
| 18:00           | Tirs au but 5-4 |             |                      | Spectateurs : 65 000 Arbitrage : Juan Carlos Loustau | Spectateurs : 65 000 Arbitrage : Juan Carlos Loustau |

## Vainqueur
| Coupe du monde de football des moins de 20 ans 1987 Yougoslavie Premier titre |

## Récompenses
| Ballon d'or          | Ballon d'argent  | ballon de bronze  |
| -------------------- | ---------------- | ----------------- |
| Robert Prosinecki    | Marcel Witeczek  | Zvonimir Boban    |
| Soulier d'or         | Soulier d'argent | Soulier de bronze |
| Marcel Witeczek      | Davor Suker      | Camilo Pino       |
| 7 buts               | 6 buts           | 5 buts            |
| Prix du fair-play    |                  |                   |
| Allemagne de l'Ouest |                  |                   |